# Calixareen

Tweedimensionale structuur van p-tert-butylcalix[4]areen

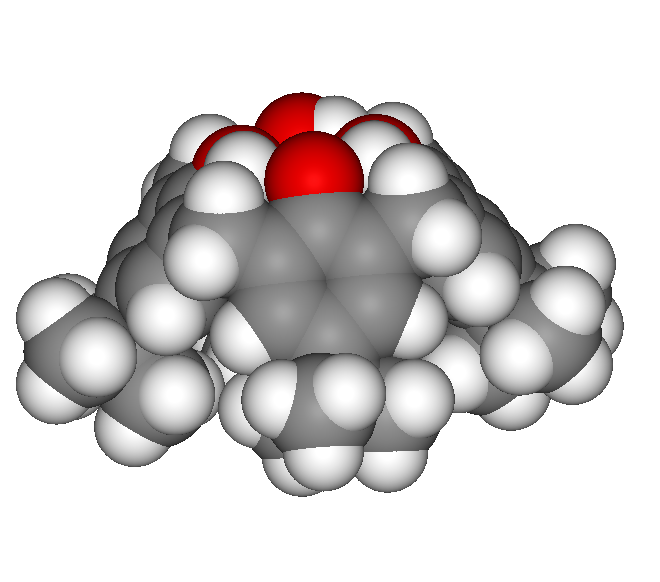
Ruimtelijke structuur van een calixareen

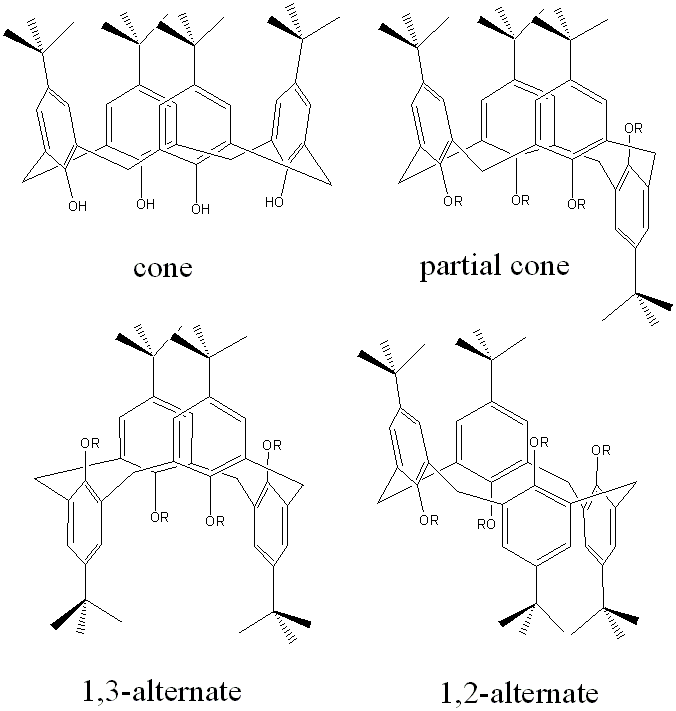
De vier conformaties van calix[4]areen

Calixarenen zijn chemische verbindingen waarvan de driedimensionale structuur gelijkt op die van een kelk (calix in het Latijn). Het zijn macrocyclische verbindingen of cyclische oligomeren, gevormd door de condensatie van formaldehyde met para-gesubstitueerde fenolen. Meestal is dit 4-tert-butylfenol met als de para-substituent een tert-butylgroep. Het aantal fenolgroepen in een calixareen kan variëren van vier tot twintig, maar die met vier, zes of acht fenolgroepen zijn de meest gangbare. Het aantal fenolgroepen kan in de naam aangegeven worden: calix[n]areen. De term calixareen werd in 1975 door C. David Gutsche voorgesteld.

## Vorm
Een calixareen-molecuul vertoont twee randen; een "bovenrand" met de para-substituenten van de fenolgroepen en een "onderrand" met de hydroxylgroepen van de fenolringen. Daartussen bevindt zich een centrale, hydrofobe ring. Die kan een ander klein molecuul of ion bevatten. Dit is een voorbeeld van host-guest chemistry: het calixareen als gastheer (host) en het ander molecuul als gast (guest).
Omdat er rotatie mogelijk is rond de methyleenbruggen kunnen calixarenen verschillende conformaties aannemen. Naast de kelkachtige "cone"-structuur kan calix[4]areen ook voorkomen als "partial cone" "1,2-alternate" of "1,3-alternate". Door de keuze van de reactieomstandigheden bij de synthese van het calixareen is het mogelijk om de vorming van bepaalde conformaties te bevorderen of te verhinderen.

## Toepassingen
Calixarenen hebben een potentiële toepassing als "vervoermiddel" van geneesmiddelen of andere biologisch actieve stoffen; ze beschermen de stoffen tegen vroegtijdige degradatie en laten een gecontroleerde vrijzetting toe. De vrijzetting kan men controleren met externe stimuli zoals pH, temperatuur, een magnetisch veld, of met enzymen. Met gepaste functionele groepen aan de randen van een calixareen kan men de affiniteit ervan ten opzichte van een bepaalde stof aanpassen en/of de oplosbaarheid verhogen (standaard zijn calixarenen niet oplosbaar in water).
Calixarenen kunnen ook zelf farmaceutisch actief zijn. Er zijn calixarenen gevormd die antitumor-, antibacteriële, antivirale en antimycotische activiteit vertonen.
Er zijn calixarenen gesynthetiseerd die, in de vorm van metaalcomplexen, optreden als katalysator van reacties die worden gekatalyseerd door natuurlijke enzymen zoals transferase, ATPase of aldolase; dit is een vorm van biomimetica.